# 三宮中央通り
三宮中央通り（さんのみやちゅうおうどおり）は、兵庫県神戸市中央区のフラワーロードと鯉川筋とを結ぶ延長約500メートルの道路である。全区間が東行き一方通行車線となっている。
フラワーロード、鯉川筋のほか、いくたロードと接する。また、京町筋、トアロードと交差する。神戸市営バス2系統・90系統・92系統のバス道となっている。
三宮センター街、三宮本通、センターサウス通りと並んで、商店街の様相も持ち合わせる。ただし、アーケードは京町筋以東の歩道部分を除いて存在しない。

## 概要
かつては「三宮裏線」という名であったが、2001年に道路地下に神戸市営地下鉄海岸線が開通したことにあわせて、車道を減らし歩道を拡大するなどの街路整備がなされるとともに名称の一般公募がなされ、現在の名称となった。
東西に一丁目から三丁目まで存在する三宮町の中央を、串団子状に東西に貫く道路であることにちなむ。なお、「三宮裏線」は、そもそも「三宮町」の由来である三宮神社の裏側を走る道路であったことにちなむ。
長らく、三宮町一丁目部分のみの道路で、西国街道の一部を構成していた。戦後、二丁目以西の、三宮神社の裏側を走る現ルートが整備され、三宮神社の南側（正面側）を走る道路と一対をなす一方通行道路に切り分けられた。なお、神戸朝日ビルディング北側で、三宮中央通り（三宮町一丁目部分）に向かってY字型に道路を描けるがごとく、現在でも道路の線形や幅の広さ（広い歩道や駐車場出入口車線）に、かつての名残を見ることができる。
地下には、地下鉄海岸線のほか、地下駐車場（三宮中央通り駐車場）・地下自由通路が整備されている。

## その他
神戸まつりのパレードのルートには指定されていないが、2003年に阪神タイガースがセントラル・リーグ優勝した際の神戸での優勝パレードには、三宮中央通りが使用され、フラワーロードを経由し東遊園地までパレードが行われた。
神戸ルミナリエ開催期間中は、曜日にもよるがおおむね16時以後、二丁目以西は歩行者専用道路となりルミナリエ会場までの観客誘導路に使用される。
年に2回、春と秋に、歩道を活用してオープンカフェが開催される。社会実験で開始され、定例的に行われているものである。テーブルは基本的に、だれもが自由に利用可能だが、飲食店の前に設置されているテーブルは、その飲食店による給仕サービスのうえで利用されるものもある。
2020年夏頃から、コロナ占用特例によりオープンカフェなどとして利用されていたが、2021年2月12日、歩行者利便増進道路（通称：ほこみち）に指定された。